# Marsan
Marsan é uma comuna francesa na região administrativa de Occitânia, no departamento de Gers. Estende-se por uma área de 14,93 km². Em 2010 a comuna tinha 490 habitantes (densidade: 32,8 hab./km²).